# Porto Alegre (Wyspy Świętego Tomasza i Książęca)
Porto Alegre – miejscowość w Wyspach Świętego Tomasza i Książęcej; na Wyspie Świętego Tomasza; w dystrykcie Caué; Według spisu ludności, w 2008 roku liczyła 525 mieszkańców